# Chiesa cattolica in Bulgaria

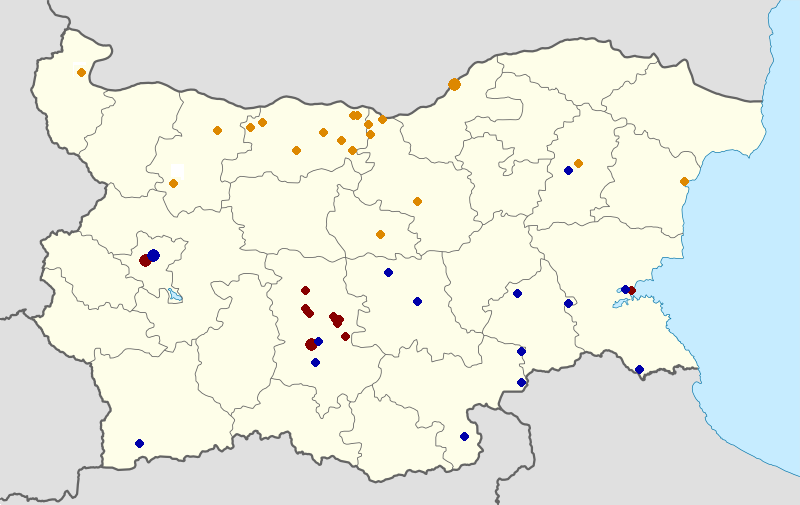
Localizzazione delle parrocchie cattoliche della Bulgaria: in rosso quelle dipendenti dai vescovi di Sofia e Filippopoli; in giallo quelle dipendenti dai vescovi di Nicopoli; in blu quelle dipendenti dagli eparchi di Sofia

La Chiesa cattolica in Bulgaria è parte della Chiesa cattolica universale, sotto la guida spirituale del Papa e della Santa Sede.

## Statistiche
Il cattolicesimo è la quarta religione del paese, dopo la Chiesa ortodossa, l'islam e il Protestantesimo. La Chiesa cattolica di Bulgaria è organizzata in tre diocesi: la diocesi di Sofia e Filippopoli e quella di Nicopoli, di rito latino, e l'eparchia di San Giovanni XXIII di Sofia, di rito bizantino.
Nel censimento del 2021 si sono dichiarate cattoliche 38.709 persone, un numero inferiore rispetto al censimento del 2011, quando i cattolici erano 48.945 (Per confronto: i cattolici in Bulgaria erano 53.472). La gran parte dei cattolici è di origine bulgara, anche se si contano 2.500 di etnia turca e circa 2000 di altre origini nazionali.
I cattolici bulgari si concentrano prevalentemente nella regione di Svištov e Plovdiv, discendenti della setta eretica dei pauliciani e convertiti al cattolicesimo latino nel XVI e XVII secolo. La città col maggior numero di cattolici è Rakovski nel distretto di Plovdiv. Cattolici di etnia bulgara, noti anche come Bulgari del Banato, si trovano nella regione mitteleuropea del Banato, e ammontano, secondo stime non ufficiali, a circa 12.000 persone, anche se dal censimento rumeno risultano solo 6.500 bulgari nella parte rumena della regione.
I cattolici bulgari discendono da tre gruppi. Il primo è composto da cattolici della Bulgaria nordoccidentale, successori dei minatori sassoni che si insediarono nell'area nel medioevo e che gradualmente diventarono bulgari, come pure i discendenti delle colonie della Repubblica di Ragusa, stabilitisi nelle città più grandi. Un secondo gruppo è quello dei pauliciani, già nominato, e infine il terzo, più piccolo, è composto da convertiti recenti.

## Organizzazione territoriale
La Chiesa cattolica è presente sul territorio con tre circoscrizioni ecclesiastiche, di cui due sono di rito latino ed una di rito bizantino-slavo:
- Diocesi di Sofia e Filippopoli
- Diocesi di Nicopoli
- Eparchia di San Giovanni XXIII di Sofia

## Nunziatura apostolica
La delegazione apostolica di Bulgaria fu eretta il 26 settembre 1931 con il breve Cum exigat di papa Pio XI. Il 6 dicembre 1990 fu elevata al rango di nunziatura apostolica.

### Delegati apostolici
- Angelo Giuseppe Roncalli † (16 ottobre 1931 - 30 novembre 1934 nominato delegato apostolico in Grecia ed amministratore apostolico di Costantinopoli)
- Giuseppe Mazzoli † (15 dicembre 1934 - 8 dicembre 1945 deceduto)

### Nunzi apostolici
- Mario Rizzi † (28 febbraio 1991 - 1996 dimesso)
- Blasco Francisco Collaço (13 aprile 1996 - 24 maggio 2000 nominato nunzio apostolico in Sudafrica e Namibia e delegato apostolico in Botswana)
- Antonio Mennini (8 luglio 2000 - 6 novembre 2002 nominato nunzio apostolico in Russia)
- Giuseppe Leanza (22 febbraio 2003 - 22 febbraio 2008 nominato nunzio apostolico in Irlanda)
- Janusz Bolonek † (24 maggio 2008 - 2013 ritirato)
- Anselmo Guido Pecorari (25 aprile 2014 - 31 dicembre 2021 ritirato)
- Luciano Suriani, dal 13 maggio 2022

## Conferenza episcopale
La conferenza dei vescovi cattolici di Bulgaria (in latino Conferentia episcoporum Bulgariæ), oggi denominata Conferenza interrituale dei Vescovi della Bulgaria (in latino Conferentia Episcoporum interritualis Bulgariae; in bulgaro Междуритуална епископска конференция в България?), è stata istituita nel 1970 da papa Paolo VI. Il primo presidente della Conferenza episcopale è stato l'esarca apostolico Metodi Dimitrov Stratiev, a cui è succeduto, nel 1995, Hristo Projkov, eparca di Sofia.
La Conferenza episcopale comprende i seguenti consigli e commissioni: commissione per il clero, commissione per l'educazione cattolica, consiglio per gli emigranti di cura pastorale e viaggiatori e consiglio per il servizio pastorale della salute.
Elenco dei Presidenti della Conferenza episcopale interrituale della Bulgaria:
- Arcivescovo Metodi Dimitrov Stratiev, A.A. (1970 - 1995)
- Vescovo Hristo Projkov (1995 - 2024)
- Vescovo Petko Valov, dal 2024

Elenco dei Segretari generali della Conferenza episcopale interrituale della Bulgaria:
- Presbitero Srećko Rimac, O.C.D. (2008 - 2014)
- Sig. Bogdan Patashev (2017 – 2019)
- Prof. Vladimir Gradev (2019 - 2020)
- Vescovo Petko Valov (2020 - 2024)